# Університет Квінз
Університе́т «Квінз» (англ. Queen's University), скорочено: «Кві́нз» (англ. Queen's) — канадський дослідницький публічний університет у місті Кінгстон, Онтаріо та один із найпрестижніших університетів Канади: за рейтингами журналу «Маклейнз» у 2008 році користувався рейтингом другого серед медичних університетів Канади.
Університет «Квінз» визначається ще тим, що перший присудив почесний ступінь американському президенту — Франкліну Рузвельту. Кураторами університету є англійський принц Чарльз і колишній прем'єр-міністр Канади Жан Кретьєн.
На честь навчального закладу названо астероїд 5457 Квінз.